# Verband Niederlausitzer Ballspiel-Vereine
Der Verband Niederlausitzer Ballspiel-Vereine (VNBV) war ein lokaler Fußballverband in der Niederlausitz, der von 1900 bis 1906 Bestand hatte. Danach ging er als Bezirk Niederlausitz im südostdeutschen Fußball-Verband auf.

## Geschichte
Der VNBV wurde im Frühjahr 1900 auf Anregung des SC Victoria 1897 Cottbus gegründet. Neben Victoria gehörten der SC Alemannia 1896 Cottbus, TuFC Britannia Cottbus, FC Rapide 1899 Sandow und der FV Brandenburg 1899 Sandow zu den weiteren Gründungsmitgliedern.
Wie schon in der Vergangenheit in anderen Orten und Regionen geschehen, wurde der Fußball auch in der Niederlausitz über Berlin importiert. Der Cottbuser Wilhelm Mischke hatte den Sport während seines Aufenthaltes in der Reichshauptstadt kennengelernt und brachte ihn im Jahre 1893 in seine Heimatstadt mit. Nach den üblichen anfänglichen Schwierigkeiten gelang es Mischke im Sommer 1893 mit dem FC Germania Cottbus den ersten Fußballverein in der Niederlausitz zu gründen. 1896 wurde der FC Germania in SC Alemannia Cottbus umbenannt. Da es keine weiteren lokalen Fußballvereine gab, konnten nur gelegentlich Freundschaftsspiele gegen Berliner Vereine abgeschlossen werden. Erst im März 1897 entstand mit dem FC Fidel Cottbus ein zweiter Verein, der sich im Oktober des gleichen Jahres in SC Victoria 1897 Cottbus umbenannte. Im Gegensatz zu Alemannia (und den meisten Clubs in dieser Zeit), setzte sich der Mitgliederbestand bei Fidel überwiegend aus Arbeitern zusammen.
Nach einer weiteren Pause wurde im Frühjahr 1898 der TuFC Britannia Cottbus gegründet. Auch im Cottbuser Vorort Sandow wurden im gleichen Jahr Versuche unternommen um einen Fußballclub zu gründen, aber erst 1899 gelang das Vorhaben. Im Frühjahr 1899 entstand der FC Rapide 1899 Sandow, im Mai folgte mit dem FV Brandenburg 1899 Sandow eine zweite Vereinsgründung. Rapide erreichte schnell das Niveau der Cottbuser Vereine, da sich zugereiste auswärtige Spieler dem Club anschlossen.
Im Laufe des Jahres 1900 schlossen sich weitere Vereine dem Verband Niederlausitzer Ballspiel-Vereine an, sodass beim Beginn der ersten Meisterschaftssaison im Oktober acht erste und drei zweite Mannschaften für den Punktspielbetrieb gemeldet wurden. Im November und Dezember des Jahres zogen sich bereits drei Mannschaften zurück, Anfang 1901 erfolgte der Rückzug von weiteren sechs Teams, wodurch die Meisterschaft vorzeitig abgebrochen werden musste. Nur Brandenburg besaß während der gesamten Saison zwei spielfähige Mannschaften. Die Anzahl der Mitglieder in den anderen Vereinen fluktuierte derart, dass sie über keine spielfähigen Mannschaften verfügen konnten. Dabei war in Cottbus von der Stadt ein Übungsplatz für Fußball mit einer Anzahl von „Umkleidezellen“ Vereinen kostenlos zur Verfügung gestellt worden. Das Projekt war durch die finanzielle Unterstützung eines Großindustriellen ermöglicht worden.

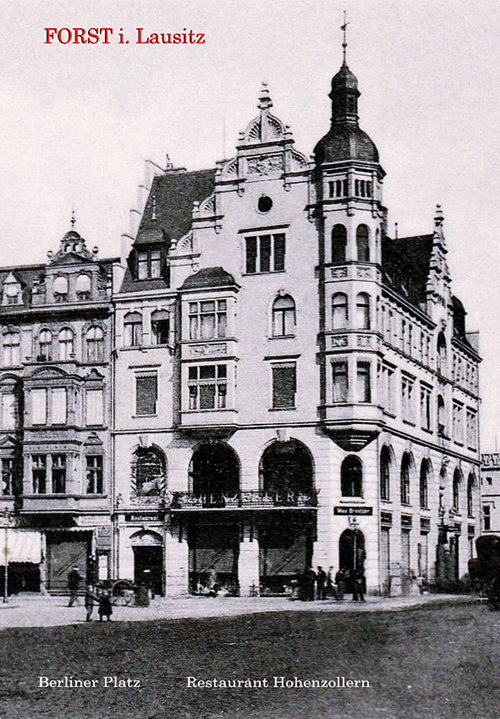
Ehemaliges Restaurant Hohenzollern in Forst (Lausitz).
(Heute: Kreuzung Cottbuser Straße/Frankfurter Straße)

Im Frühjahr oder Sommer 1901 muss es zur Auflösung des VNBV gekommen sein, da im September d. J. gemeldet wird das der Verband „sanft entschlafen sei“. Ende September 1901 sollte ein neuer Versuch unternommen werden eine „Organisation für den Niederlausitzer Fußballsport“ zu schaffen. Das Vorhaben muss fehlgeschlagen sein.
In den Spielzeiten 1901/02, 1902/03 und 1903/04 wurden in der Niederlausitz keine Meisterschaftsspiele ausgetragen. Am 14. Januar 1904 (laut anderer Quelle 17. Januar 1904) wurde der Verband Niederlausitzer Ballspiel-Vereine im Restaurant Hohenzollern in Forst (Lausitz) neu gegründet. Die Gründungsvereine waren diesmal der SC Alemannia 1896 Cottbus, FV Brandenburg Cottbus, TuFC Britannia Cottbus, SC Victoria 1897 Cottbus, FC Askania Forst, FC Amicitia Forst, FC Deutschland Forst, FC Hohenzollern Forst, SC Preußen Forst, FC Viktoria Forst, sowie SC Vorwärts Forst. Erster Vorsitzender wurde Erich Schulz vom FC Amicitia Forst. Von März bis Mai wurden in zwei Klassen Qualifikationsspiele ausgetragen, um die Vereine für die darauffolgende Saison 1904/05 nach ihrer Spielstärke einteilen zu können. Gespielt wurde in drei Klassen. In der 1. Klasse spielten sechs, und in der zweiten Klasse fünf erste Mannschaften. Die dritte Klasse bestand aus den sechs Reservemannschaften der 1. Klasse. Neben den Clubs aus Cottbus und Sandow beteiligten sich jetzt auch Vereine aus Forst. In nur wenigen Jahren waren dort eine Anzahl von Vereinen entstanden, die auch langsam die Spielstärke der Cottbuser Clubs erreichten.
In der letzten Spielzeit 1905/06 wurde in vier Klassen gespielt. Auf seinem III. und gleichzeitig letzten Verbandstag am 12. August 1906 beschloss der Verband Niederlausitzer Ballspiel-Vereine „den Namen VNBV fallen zu lassen und heißt jetzt Bezirk Niederlausitz des Südostdeutschen Fußball-Verbandes“.

## Niederlausitzer Fußballmeister des VNBV 1901–1906
| Jahr    | Niederlausitzer Meister | Abschneiden Qualifikationsspiel     |
| ------- | ----------------------- | ----------------------------------- |
| 1900/01 | SC Alemannia Cottbus    | keine deutsche Fußballmeisterschaft |
| 1904/05 | SC Alemannia Cottbus    | 1:5 gegen SC Schlesien Breslau      |
| 1905/06 | FV Brandenburg Cottbus  | 1:3 gegen SC Schlesien Breslau      |